# Matt Osborne
Pour les articles homonymes, voir Osborne.
 (octobre 2009).
Si vous disposez d'ouvrages ou d'articles de référence ou si vous connaissez des sites web de qualité traitant du thème abordé ici, merci de compléter l'article en donnant les références utiles à sa vérifiabilité et en les liant à la section « Notes et références ».
Matthew Wade Osbourne (né le 27 juillet 1957 à Ellwood City et mort le 28 juin 2013 à Plano) aussi connu sous le nom de ring de Doink the Clown est un catcheur américain. Il est principalement connu pour son travail à la World Wrestling Federation au début des années 1990.
Il commence sa carrière sous le nom de Matt Borne dans divers territoires de la National Wrestling Alliance ainsi qu'à la Mid-South Wrestling et à la World Class Championship Wrestling. Au début des années 1990, il rejoint la World Championship Wrestling où il lutte sous le nom de Big Josh. Il y remporte une fois le championnat par équipes des États-Unis de la WCW avec Ron Simmons. Il part ensuite à la World Wrestling Federation où il incarne Doink the Clown.

## Jeunesse
Matthew Wade Osbourne est le fils du catcheur Tonny Borne. Il vit à Amarillo puis Houston avant d'arriver en Oregon où il fait de la lutte au lycée.

## Carrière de catcheur

### Débuts (1978-1991)
Matthew Wade Osbourne s'entraîne auprès de son père Tony Borne. Il commence sa carrière dans l'Oregon à la Pacific Northwest Wrestling. On le surnomme alors Maniac Matt et a la réputation d'être agressif. Il part ensuite sur la côte est des États-Unis où il lutte à la Mid-Atlantic Championship Wrestling (en). Il y fait équipe avec Buzz Sawyer (en) le championnat par équipes de la Mid-Atlantic après leur victoire face à Jimmy Snuka et The Iron Sheik en finale d'un tournoi.

### World Championship Wrestling
Osbourne a ensuite signé à la World Championship Wrestling, où il était connu sous le nom de Big Josh. Au cours de son séjour à la  WCW, Osborne a remporté le WCW United States Tag Team Championship avec Ron Simmons et le WCW World Six-Man Tag Team Championship avec Dustin Rhodes et Tom Zenk. 

### World Wrestling Federation 1993
Lors de son 1er match à la World Wrestling Federation, il gagne face à Typhoon. Le 1er mars 1993, il gagne en faisant abandonner Koko B. Ware.
À Wrestlemania IX il bat Crush avec son double.
Le 30 août à Summerslam, il perd contre Bret Hart après disqualification. Début septembre, Doink devient face et a pris sous son aile Dink (sa copie en minuscule).
Le 24 novembre 1993 à Survivor Series l'équipe de Doink bat Bam Bam Bigelow, Bastien Booger et les Headshrinkers.
Le 22 janvier 1994, au Royal Rumble, il rentre 14e et est éliminé par Bam Bam Bigelow.
Le 20 mars à WrestleMania X, il perd avec Dink contre Bam Bam Bigelow et Luna Vachon.
Le 23 novembre aux Survivor Series, il fait équipe avec ses petits clowns (Dink, Pink et Wink) et bat Jerry The King et son armée de « mini-kings » (Queezy, Sleezy et Cheesy).
Le 22 janvier 1995, au Royal Rumble, il entre 8e et sauve Shawn Michaels juste avant qu'il ne soit éliminé par Kwang. Kwang décide de se venger en éliminant Doink (grâce à Doink, Shawn Michaels remporte le Royal Rumble). 
Après avoir été viré de la WWE car il se droguait, Matthew alla à la Extreme Championship Wrestling.

### Extreme Championship Wrestling
Osborne serait arrivé à la Extreme Championship Wrestling (ECW) en tant que Doink the Clown. Les fans le détestaient, la ECW a été considérée comme une alternative à la WWF et WCW, et de voir une gimmick comme celle-ci fait de Doink un heel pour différentes raisons. 
Après avoir perdu un match contre le ECW World Heavyweight Champion Shane Douglas, Douglas ramasse un microphone et dit à Osborne qu'il était trop talentueux pour catcher dans une gimmick horrible. 
Douglas prend Osborne sous son aile et ce dernier redevient à nouveau Borne. Il reviendra encore sur le ring dans son costume de clown, mais il ne portera pas la perruque et n'aura qu'une petite quantité de peinture au visage sous son œil droit. Après avoir battu ses adversaires, il leur faisait porter un costume de clown. 
Bien que la gimmick montre des premiers signes de succès, la ECW le licencie pour des raisons personnelles. 
Depuis lors, Osborne catch dans le circuit indépendant, des réunions à plusieurs spectacles et pour diverses fédérations, comme son dernier match qui se produisit en fin de l'année 2005. 
Osborne aide de temps en temps dans la formation de jeunes lutteurs comme Dean Malenko à l'académie de lutte lorsque Malenko s'en va. 

### Apparitions occasionnelles à la WWE et mort
Entre 2001 et 2012, il fait quelques apparitions à la WWE.
Osborne meurt à l'âge de 55 ans. Il est retrouvé dans l'appartement de sa petite amie au Texas le 28 juin 2013.[réf. nécessaire]

## Sous le masque
Le personnage de Doink fut interprété par plusieurs catcheurs comme :
- Matt Borne
- Phil Apollo
- Steve Keim
- Dusty Wolf
- Chris Jericho

## Palmarès
- World Championship Wrestling
  - 1 fois WCW United States Tag Team Championship (avec Ron Simmons)
  - 1 fois WCW World Six-Man Tag Team Championship (avec Dusty Rhodes & Tom Zenk)

- Championship Wrestling USA
  - 1 fois Championship Wrestling International Alliance World Heavyweight Championship
  - 1 fois Championship Wrestling USA Television Championship

- Mid-Atlantic Championship Wrestling
  - 1 fois NWA Mid-Atlantic Tag Team Championship (avec Buzz Sawyer)

- Mid-South Wrestling Association
  - 1 fois Mid-South Tag Team Championship  (avec Ted DiBiase)

- Pacific Northwest Wrestling 
  - 1 fois NWA Pacific Northwest Heavyweight Championship
  - 4 fois NWA Pacific Northwest Tag Team Championship  (2 fois avec Steve Regal et 2 fois avec Rip Oliver)

- World Class Wrestling Association 
  - 2 fois USWA World Tag Team Championship  avec  Jeff Jarrett
  - 1 fois WCWA Texas Heavyweight Championship
  - 2 fois WCWA World Tag Team Championship  (1 fois avec  Buzz Sawyer et 1 fois avec Jeff Jarrett)

- World Wrestling Federation
  - Il a introduit George "The Animal" Steele dans le WWE Hall of Fame en 1995